# حق‌قل‌آباد
حَق‌قُل‌آباد (به لاتین: Khakkulabad) یک منطقهٔ مسکونی در ازبکستان است که در شهرستان نارین واقع شده‌است. حق‌قل‌آباد ۲۸٬۳۴۴ نفر جمعیت دارد.
نام حق‌قل‌آباد از نام یکی از بزرگان محل به نام «حق‌قل آتا» گرفته شده‌است. حق‌قُل به معنی «بندهٔ حق» و آتا در ازبکی به معنی پدر است.